# Volkswagen Versicherungsdienst
1948 gründete der Versicherungsmakler Heinrich Kurig, im Auftrag der „Volkswagenwerk GmbH“, die „Volkswagen Versicherungsdienst GmbH“ (kurz: VVD), da die Volkswagenwerk GmbH aufgrund gesetzlicher Bestimmungen keine eigene Gesellschaft im Versicherungsgewerbe gründen durfte. Zweck des Unternehmens war und ist die Vermittlung von Kraftfahrzeugversicherungen und Betreuung der Kunden im Schadensfall.

## Eckdaten
Mittlerweile ist die Volkswagen Versicherungsdienst GmbH der größte Vermittler von Kfz-Versicherungen in Deutschland. Im Geschäftsjahr 2011 wurden 13,1 % der verkauften Neufahrzeuge aus dem Volkswagen-Konzern mit einer Kraftfahrzeugversicherung vom Volkswagen Versicherungsdienst ausgestattet.

## Struktur, Marken, Tochtergesellschaft
Die „Volkswagen Versicherungsdienst GmbH“ ist seit 1999 eine 100-prozentige Tochtergesellschaft der „Volkswagen Financial Services AG“.
1949 wurde die erste Auslandsgesellschaft des Volkswagen Versicherungsdienstes in Österreich gegründet. Seitdem folgten Niederlassungen in den Niederlanden, Italien, Großbritannien, Frankreich und der Schweiz. Darüber hinaus wird in Ländern Europas, in denen der Volkswagen-Versicherungsdienst nicht mit eigenen Gesellschaften präsent ist, das Versicherungsgeschäft über Tochtergesellschaften oder Filialen der Volkswagen Financial Services AG angeboten. Weltweit bietet die Volkswagen Financial Services AG direkt sowie über Beteiligungen und Dienstleistungsverträge in 40 Ländern Finanzdienstleistungen für die Marken des Volkswagen-Konzerns an.
Das Versicherungsgeschäft der weiteren Marken des Volkswagenkonzerns wird durch die jeweiligen Zweigniederlassungen Audi VersicherungsService, Seat VersicherungsService, Škoda Auto VersicherungsService und AutoEuropa VersicherungsService abgedeckt.

## Produkte
Die Aktivitäten konzentrieren sich vorrangig auf die Vermittlung von Versicherungspolicen mit dem dazugehörigen Europa-Schadendienst über die Händler des Volkswagen-Konzerns. Das Leistungsangebot für Privatkunden umfasst neben einer Kfz-Haftpflichtversicherung sowie Voll- oder Teilkaskoschutz auch Versicherungen wie einen Schutzbrief, Anschlussgarantieversicherung, Ausland-Schadenschutz und Verkehrs-Rechtsschutz. Darüber hinaus bietet der Volkswagen-Versicherungsdienst auch Produktpakete wie Prämie light, eine Kombination aus Fahrzeugfinanzierung oder -leasing mit einer Kfz-Versicherung. Prämie light Plus beinhaltet neben der Fahrzeugfinanzierung und -versicherung auch eine Anschlussgarantieversicherung.

## Historie
- Am 7. November 1939 wurde das „Gesetz über die Einführung der Pflichtversicherung für Kraftfahrzeughalter“ verabschiedet, ab diesem Zeitpunkt bestand die Notwendigkeit zum Abschluss einer Kfz-Versicherung.

- Im Februar 1948 wird die „Volkswagen Versicherungsdienst GmbH“ von Heinrich Kurig, im Auftrag der „Volkswagen Werk GmbH“, gegründet. Geschäftszweck der in Wolfsburg ansässigen Gesellschaft, die am 28. Februar 1948 in das Handelsregister eingetragen wurde,[1] ist die Vermittlung von Kfz-Versicherungen und die Betreuung von Kunden in Schadensfällen.

- Als 1955 der einmillionste Volkswagen vom Band lief, stellte der Volkswagen Versicherungsdienst seinen einhunderttausendsten Vertrag aus.

- 1961 fertigt der VVD die 500.000 Police aus.

- 1965 wurde der einmillionste Vertrag abgeschlossen.

- Anfang 1970 zog die Volkswagen Versicherungsdienst GmbH vom Bürogebäude im Werk am Mittellandkanal in das neu gebaute Burgwall-Center im Wolfsburger Stadtteil Rabenberg ein.

- Als im Juli 1984 ein schweres Gewitter über Bayern losbricht und riesige Hagelkörner in München schwere Schäden anrichten, mietet der Volkswagen Versicherungsdienst in München einen Sportplatz und fordert in einer Tageszeitung seine Kunden auf, ihre beschädigten Fahrzeuge dort vorzuführen. In wenigen Tagen werden 5.000 Schäden mit einer Schadenssumme von fast 16.000 DM abgewickelt.

- 1986 wird die Service-Karte eingeführt, die den Kunden gegenüber dem Volkswagen Betrieb ausweist und die Abwicklung aller Vorgänge zur Kfz-Versicherung erleichtert.

- Nach der Deutschen Wiedervereinigung müssen alle Bürger der ehemaligen DDR zum 1. Januar 1991 eine neue Kfz-Versicherung abschließen. Bis Anfang September 1991 steigen die Versicherungsabschlüsse für Neu- und Gebrauchtwagen für die Kfz-Haftpflichtversicherung um 93,4 Prozent.

- 1995 wird der Volkswagen Versicherungsdienst von der Volkswagen Financial Services AG übernommen.

## Kennzahlen
Der Bestand an Versicherungsvermittlungs- und Serviceverträgen stieg zum Stichtag 31. Dezember 2012 auf 3,1 Mio. (2011: 2,6) Die Zahl der Neuverträge beläuft sich auf 1,06 Mio. (2011: 0,91).